# District de Dindigul
Le district de Dindigul (tamoul : திண்டுக்கல் மாவட்டம்) est un district de l'État du Tamil Nadu en Inde.

## Géographie
Son chef-lieu est la ville de Dindigul.
Au recensement de 2011, sa population était de 2 159 775 habitants pour une superficie de 6 036 km2.

## Liste des taluk
Il est divisé en sept taluk :
- Dindigul
- Kodaikanal
- Nilakkottai
- Natham
- Oddanchatram
- Palani
- Vedasandur